# Tomasz Kapitułka
Tomasz Kapitułka pseud. Ryszard (zm. prawdopodobnie w 1939) – działacz PPS (członek Rady Naczelnej PPS 1934–1939), PPS-Lewicy, KPP (zastępca członka KC KPP), Partii Niezależnych Socjalistów i Niezależnej Socjalistycznej Partii Pracy (sekretarz Komitetu Wykonawczego).
Pochodził w łódzkiego okręgu przemysłowego (prawdopodobnie z Pabianic), był robotnikiem. Początkowo działał w PPS-Lewicy, a po jej połączeniu się z SDKPiL 16 grudnia 1918 w KPP. 1920–1921 był funkcjonariuszem partyjnym KPP o pseudonimie „Ryszard” w Zagłębiu Dąbrowskim. W lutym 1921 na II Konferencji KPP został wybrany na zastępcę członka KC KPP. Prawdopodobnie w 1923 wstąpił do Partii Niezależnych Socjalistów. Członek zarządu koła Stowarzyszenia Wolnomyślicieli Polskich w Pabianicach. W końcu 1924 przewodniczący komisji strajkowej w Pabianicach. V 1925-VI 1928 sekretarz Komitetu Wykonawczego Niezależnej Socjalistycznej Partii Pracy. 15 kwietnia 1928 przeszedł do PPS. Działacz Centralnego Związku Zawodowego Robotników Przemysłu Skórzanego i Pokrewnych Zawodów w Polsce. Redagował i wydawał organ prasowy tego związku, „Robotnik Skórzany”. 1 listopada 1929 został sekretarzem Okręgowej Komisji Związków Zawodowych w Białymstoku (do 1936). W 1932 i 1933 był jednym z kierowników strajków włókniarzy. Działacz skupionego wokół Bolesława Drobnera lewicowego skrzydła PPS. Od 1931 zastępca członka, a od 1934 członek Rady Naczelnej PPS. Pod koniec 1939 aresztowany w Białymstoku przez NKWD. Dalsze jego losy są nieznane.